# VK 45.02 (P)
El VK 45.02 (P) fue la designación oficial de un proyecto fallido de tanque pesado diseñado por Ferdinand Porsche en la Alemania nazi durante la Segunda Guerra Mundial para competir con el diseño de Henschel.
El desarrollo de este vehículo comenzó en abril de 1942, con dos variantes de diseño (Ausf. A y Ausf. B) que incorporaban características diferentes. La empresa Krupp recibió un encargo para la construcción de 50 torretas. Sin embargo, el prototipo de casco nunca se fabricó. Las torretas se montaron en los primeros Tiger II, que se suponía que estaban armados con un cañón KwK L/71, al igual que su homólogo Henschel.
Después de que el VK 45.01 (P) no consiguiera el contrato, Ferdinand Porsche empezó a buscar formas de mejorar el diseño para una versión futura. Sin embargo, basándose en los últimos diseños de tanques aliados, estaba claro que simplemente aumentar el blindaje del VK 45.01 (P) no sería suficiente para que el tanque siguiera siendo competitivo. Necesitaba tener más peso y más maniobrabilidad. Lo que inicialmente comenzó como un único vehículo, titulado "Typ 180", creció hasta convertirse en una serie de cinco vehículos diferentes, lo que requirió el desarrollo de dos configuraciones de casco: el Hinten con su torreta en la parte trasera (como se muestra en la imagen superior) y el Vorne. con su torreta en el frente. Un sistema de propulsión tanto eléctrico como hidráulico, y cuatro motores diferentes. El proyecto general pasó a denominarse VK 45.02 (P).